# Earina aestivalis
Earina aestivalis es una especie de orquídea originaria de la Isla Norte de Nueva Zelanda.

## Descripción
Es una orquídea  de tamaño mediano, con hábitos de epífita con un crecimiento abierto que forma pedazos dispersos con tallos alargados que lleva hojas largas, anchas, profundamente canalizadas, más ancho cerca de la base, estrechándose a una punta aguda, de color verde a  verde-amarillento. Florece a mediados de la primavera hasta el verano en una inflorescencia pendular de 10 cm con muchas flores perfumadas con olor a cítricos.

## Distribución y hábitat
Se encuentra en la isla Norte de Nueva Zelanda en los bosques próximos a la costa del mar.

## Taxonomía
Earina aestivalis fue descrita por Cheeseman y publicado en Transactions and Proceedings of the New Zealand Institute 11: 93. 1919.